# Formats cinematogràfics
El format cinematogràfic es regeix a dues idees complementàries i alhora diferents, ja que una s'adequa a la mida de la pel·lícula utilitzada, als mil·límetres del negatiu (format de pel·lícula) i l'altra descriu la zona que utilitzem de veritat de la pel·lícula, la zona impressionable del negatiu (format d'exposició). No hem d'obviar, però, el format de projecció, que fa referència a la compressió del format d'exposició a l'hora de projectar un film per a eliminar petits defectes que podrien afectar la pel·lícula.

## Formats de pel·lícula
El format de pel·lícula fa referència a les dimensions totals de la pel·lícula que hem utilitzat, pensant en l'espai que ocupa la imatge, el so (si n'hi ha) i les perforacions.

Pel·lícula de 35mm original, sense espai per al so. Relació d'aspecte d'1:33.

### Història dels formats de pel·lícula
La història dels formats de pel·lícula s'inicia amb el format més famós entre el sector: el denominat format estàndard o comercial, que fou impulsat per William Kennedy Dickson i Thomas Alva Edison l'any 1889 i que es basava en una pel·lícula de 35 mm d'amplada amb 8 perforacions, 4 a cada banda. Aquest format es compon sobre una capa de nitrat de cel·lulosa i les perforacions difereixen depenent del seu positivat o la seva condició de negatiu. El format 35mm és molt versàtil en la pràctica, cosa que ha propulsat que en els últims cent anys ha patit forces modificacions, com l'adaptació al color o al so. És un dels més usats arreu del món pels cineastes, juntament amb el format de 70 i 16 mil·límetres.
Quan les pel·lícules es van començar a projectar per la televisió, va aparèixer un conflicte de formats. La televisió obligava a deformar la imatge dels films panoràmics perquè hi cabessin dins la pantalla. Les imatges quedaven allargades, ja que comprimien la imatge pels laterals. Aquest handicap es va solucionar quan van introduir costats superiors i inferiors de la pel·lícula. D'aquesta manera, els films es veien en el seu format propi i evitaven les deformacions al projectar-se pel televisor.
Aquest últim format, l'introduí la companyia d'Eastman Kodak l'any 1923, com a alternativa al format 35mm, que era considerablement més car. El format 16mm es consagrà com a primer format l'àrea del qual donava accés a una projecció amb garanties: la seva mida i lluminositat eren suficients per a una sala de cinema estàndard. Aquest format conté tan sols una perforació, situada entre dos fotogrames consecutius.
El format de 70 mil·límetres es desenvolupà l'any 1955, destinat a passis de projeccions espectaculars en pantalla ampla. Usualment, aquest format consta de cinc perforacions a cada banda, tot i que existeixen variacions que opten per formats més quadrats i que consten d'entre vuit i deu perforacions als seus costats.
A més d'aquests, al llarg de la història del cinema també hi ha hagut altres formats de pel·lícula com ara els de 9'5 mm, 55mm, 65mm, Súper 8.

### Taula de formats de pel·lícula[5]
| Format  | Any  | País          | Impulsador/a/s/es                           | Característiques |
| ------- | ---- | ------------- | ------------------------------------------- | --- |
| 35mm    | 1889 | EUA           | William Kennedy Dickson, Thomas Alva Edison | Quatre perforacions a cada banda de la pel·lícula. Format idèntic al que s'utilitza a la fotografia clàssica. Relació d'aspecte 1:33. |
| 70mm    | 1894 | Gran Bretanya | Birt Acres                                  | Cinc perforacions a cada banda de la pel·lícula, excepte variacions. Format que requereix equips cars i pesats. Amb aquest format s'intenta aconseguir una major qualitat en la projecció, la qual cosa no s'aconsegueix.                                                      |
| 17,5mm  | 1898 | Gran Bretanya | Birt Acres                                  | Dues perforacions a cada banda, una al centre i diverses en la línia de separació dels fotogrames. |
| 28mm    | 1912 | França        | Companyia Pathé                             | Tres perforacions a cada banda (EUA i Canadà). Tres perforacions a l'esquerra i una a la dreta a Europa. |
| 9.5mm   | 1912 | França        | Companyia Pathé                             | Una sola perforació en la part central del fotograma. |
| 16mm    | 1923 | EUA           | Companyia Eastman Kodak                     | Una perforació entre dos fotogrames consecutius. S'utilitza per a rodar documentals, notícies, sèries... fora d'estudi que posteriorment apareixeran a televisió. Equips lleugers.                                                                                             |
| 8mm     | 1933 | EUA           | Companyia Eastman Kodak                     | Una perforació a cada banda del fotograma. Pel·lícules de 16 mm tallades longitudinalment. Actualment aficionats i escoles de cinema segueixen utilitzant aquest format degut a la millor qualitat de la imatge química del cel·luloide comparada amb l'electrònica o digital. |
| Súper 8 | 1965 | EUA           | Companyia Eastman Kodak                     | Una perforació al mig d'una banda del fotograma. Millora del format 8mm. |

## Formats d'exposició

Comparativa de les tres relacions d'aspecte més comunes. La blava (2,39:1) i la verda (1,85:1) usades en el cinema. La vermella fa referència a les televisions antigues (4:3). Actualment, la televisió usa el format panoràmic (16:9).

Aquest format respon a la zona que utilitzem realment de la pel·lícula, la zona impressionable del negatiu. Està lligat al format del cel·luloide, ja que el determinem segons les dimensions d'aquest i de les dimensions de la finestra d'exposició (en el cas que la càmera o l'aparell que usem per al copiatge es tracti d'una còpia de diversos formats).
Ens podem adreçar al format d'exposició de dues maneres: Segons el producte formal de les seves dimensions en mil·límetres o segons el quocient entre la seva amplada i la seva altura, el que denominem com a relació d'aspecte.
Un cop el format de 35 mm perd la seva condició de format estàndard, (ja que n'apareixen de nous) els formats s'identifiquen més amb les seves dimensions, respecte a els mil·límetres de la seva finestra d'exposició.
Els formats de pel·lícula solen requerir de diversos formats d'exposició: Si partim del format de 35mm, hem de considerar que també se'n deriva el format full-frame i l'1:33; el mut sencer. Aquest format s'usava en els films muts, on la imatge ocupava el màxim possible del quadrat de la pel·lícula, ja que no s'havia de deixar un espai per al so. El format 35mm respon a la proporció 4:3, que té una forma semblant a la d'un quadrat, ja que les seves dimensions són de 18mm x 24mm. La seva relació d'aspecte és d'1:33.

### Incorporació del so
Un cop apareix el so al cinema, l'any 1927, sorgeix la necessitat de deixar un espai en el fotograma per incloure-hi els diàlegs, els sons i la banda sonora. La pista òptica lateral que proporcionaven les pel·lícules d'exposició amb so va triomfar clarament per sobre dels discs sincronitzats que es venien amb els films muts. L'alçada del format de 35mm es redueix (queda en 16mm x 22mm), cosa que fa augmentar la seva relació d'aspecte: 1:37, fet que va afectar la seva resolució visual. A més la pel·lícula s'havia de projectar a 24 fotogrames per segon, com a fi perquè el so tingués una qualitat adequada. Aquí va néixer el format acadèmic, consagrat com a format 1.37 TV un cop aparegué la televisió. Tanmateix, en els seus inicis, el cinema va utilitzar el format 1:37, quasi igual al format 4:3, el format que usaven les televisions tradicionals.

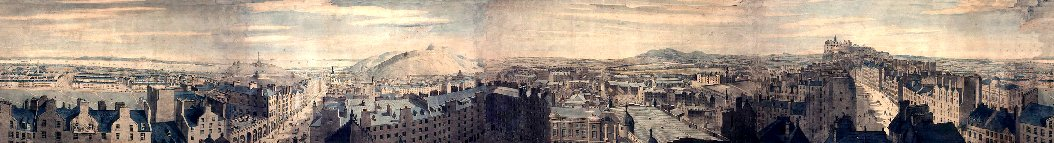
Panorama de Robert Barker, en qui van inspirar-se per a cercar innovacions en el cinema per a fer front a l'amenaça de la televisió. D'aquí en sortiren els formats panoràmics.

### Resposta davant la televisió
Des del Crac del 29, la indústria tendia a reduir costos: usava uns formats d'exposició de menor amplada per a estalviar. Però, un cop va aparèixer la televisió i es va instal·lar als menjadors de les cases, pels volts de l'any 1955, el cinema va patir una forta caiguda, ja que la televisió estava oferint als espectadors una oferta que competia totalment amb la indústria cinematogràfica.
Com a resposta, els estudis van decidir atacar la televisió. Per això varen apostar per a impulsar el cinema en color (aleshores la televisió era en blanc i negre), el so estereofònic i els formats panoràmics, sinònim de construir pantalles de cinema més grans, per a oferir als espectadors quelcom que no trobaran enlloc més que al cinema.
Això feu canviar les pantalles de les sales on es projectaven films, i suposà greus problemes arquitectònics als edificis que contenien cinemes. Gràcies al bagatge adquirit dels coneixements de Robert Barker, els arquitectes optaren per allargar la pantalla pels laterals per fer-la més gran. Encara avui en dia es mantenen aquests formats panoràmics a les sales de cinema.
Els formats panoràmics són diferents a cada banda de l'oceà: Mentre que a Europa el fotograma té una relació d'aspecte d'1:66, als Estats Units d'Amèrica té una relació d'aspecte d'1:85, batint el rècord de llargada entre tots els formats basats en el format de 35mm. Les pantalles panoràmiques començaren arran de l'aparició del CinemaScope, que també era fruit del format de 35mm. La seva relació d'aspecte és de 2:35. A partir d'aleshores, s'introduïren formats com el VistaVision, Cinerama, Panavision, Technirama, IMAX, entre d'altres.

### Taula de formats d'exposició
| Formats                         | Característiques | Mides           | Format de pel·lícula | Relació d'aspecte |
| ------------------------------- | --- | --------------- | -------------------- | ----------------- |
| Mut sencer o full-frame         | Original dels films muts, semblant a un quadrat. Ocupa tota la pel·lícula.                                                                             | 18mm x 22mm     | 35mm                 | 4:3               |
| Format acadèmic                 | Anomenat també format 1.37 TV. S'usa en còpies destinades a generalment a la televisió. Neix arran de l'entrada del so a la indústria cinematogràfica. | 16mm x 22mm     | -                    | 1:37              |
| Format cinema panoràmic europeu | Formats apaïsats per a cinema. S'hi afegeix letterbox /pillarbox a l'hora de traslladar un film a la televisió.                                        | 13,25mm x 22mm  | -                    | 1.66              |
| Format cinema panoràmic americà | Formats apaïsats per a cinema. S'hi afegeix letterbox /pillarbox a l'hora de traslladar un film a la televisió.                                        | 11,85mm x 22mm  | -                    | 1.85              |
| Cinerama                        | Format panoràmic abandonat l'any 1963. | -               | 35mm                 | 2.59              |
| CinemaScope                     | Format panoràmic introduït l'any 1953. | 18.66mmm x 22mm | 35mm                 | 2:35              |
| Vistavision                     | Format panoràmic creat per Paramount Pictures. | -               | -                    | 3:2               |
| IMAX                            | Format panoràmic de resolució i definició molt elevada.                                                                                                | 69,6mm x 48,5mm | 70mm                 | 1:43              |
| Digital 3D                      | Format panoràmic per a percebre la imatge tridimensional-ment.                                                                                         | -               | -                    | -                 |

### Taula de formats d'exposició segons la seva relació d'aspecte
| Format        | Característiques |
| ------------- | --- |
| 1:1           | Format que s'assembla a una fotografia polaroid. Rarament s'usa al cinema.                                                                                          |
| 3:2 (1.50:1)  | S'usa generalment en fotografia. El format Vistavision n'era usuari també.                                                                                          |
| 4:3 (1.33:1)  | També anomenat format estàndard per excel·lència fins l'aparició dels formats panoràmics. Usat en les televisions tradicionals, conjuntament amb el format 1.37 TV. |
| 5:3           | Format del cinema panoràmic europeu. Semblant a la secció àuria. |
| 1.85:1        | Format del cinema panoràmic americà i britànic. |
| 16:9 (1.78:1) | Format estàndard utilitzat en la televisió d'alta definició. Semblant a una pantalla de cinema.                                                                     |
| 12:5 (2.39:1) | Format estàndard del film de 35mm anamòrfic a partir del 1970. |
| 2.59:1        | Format panoràmic del Cinerama. |
| 2.76:1        | Format ultrapanoràmic usat en films de 65mm. |
| 12:3 (4.00:1) | Format usat en el sistema Polyvision. |

### Adaptació a la televisió
La televisió tradicional no va incorporar les innovacions que feu el cinema a l'hora d'establir nous formats panoràmics. Es quedaren en el format 4:3. Aquest fet va posar de manifest la problemàtica que sorgia quan un film es volia passar per la televisió.

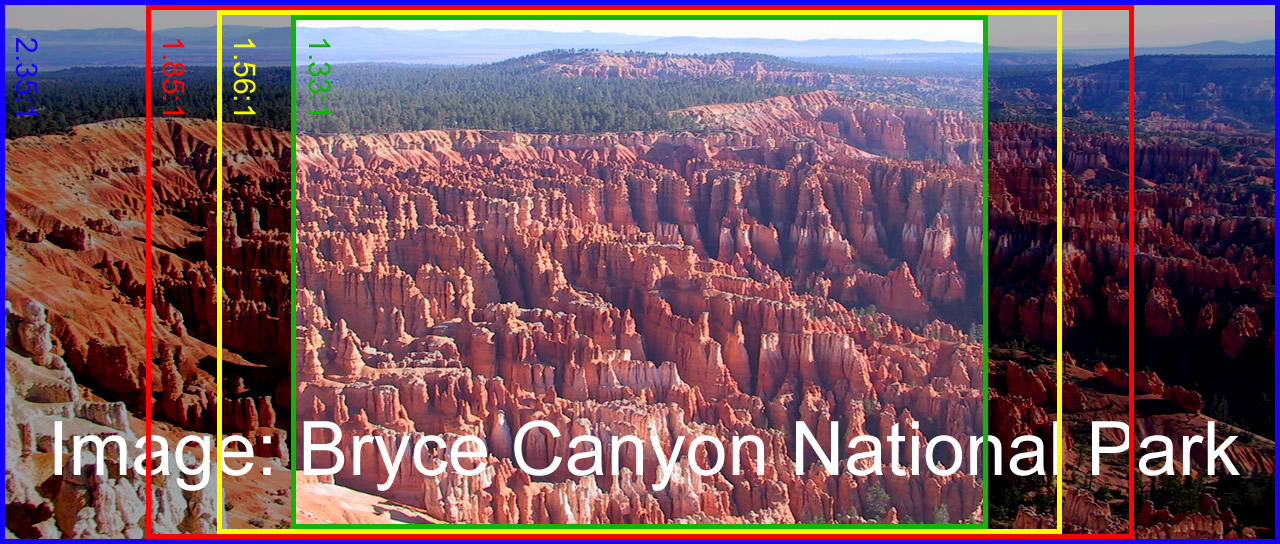
Fotograma ajustat al format de la televisió tradicional (4:3) mitjançant la tècnica pan and scan.

Les primeres solucions a aquesta problemàtica foren ajustar el format en vertical, cosa que portà a fer desaparèixer la “sensació panoràmica". Consistia en treure els laterals del fotograma, afegint-hi unes barres negres, perdent més d'un 30% de la imatge. Aquest efecte rep el nom de pan and scan. A Europa, solucionaven el problema centrant d'un sol cop la pel·lícula sencera, cosa que portava a burlar l'enquadrament triat pels directors/es. Als Estats Units d'Amèrica, en un intent de fugir d'aquest únic enquadrament, contractaven un operador que s'encarregava d'enquadrar cada vegada els plans, per tal d'encabir-los a la televisió.
Amb l'entrada del videodisc i del vídeo domèstic (VHS) en la dècada dels anys 80, les televisions opten per a ajustar-se més al format de l'obra original. Van poder veure la imatge del film sencera o gairebé sencera ajustant-se a la seva dimensió horitzontal. Optaren pel procés de conversió de formats, del qual se'n deriven el procés de Letterbox i de Pillarbox. El primer procés consistia en afegir al fotograma dues barres negres a dalt i a baix, proporcionant una mena d'estirament de la imatge, veient-la, ara sí, en totalitat (o gairebé). En el segon procés, s'hi afegien aquestes barres, denominades mattes, a cada extrem.
Actualment, el passi de films concebuts en format panoràmic a les televisions no suposa cap problemàtica. Les pantalles planes de televisió d'avui en dia tenen majoritàriament una relació d'aspecte d'16:9, derivada dels formats de vídeo digital en alta definició, com el format HD 720 o 1080. Així doncs, per a reproduir films concebuts en un format panoràmic d' 1:85 (en aquest cas, la producció cinematogràfica seria americana) o en un format Cinemascope (2:39) caldrà fer ús de Letterbox. En canvi, per a films concebuts en format europeu (1:66) o acadèmic (1:37), s'utilitzarà el procés de Pillarbox. Aquests processos es duran a terme per a mantenir la relació d'aspecte i per a no distorsionar la imatge cinematogràfica.

### Vessants narratives dels formats d'exposició
És indubtable que els formats d'exposició condicionen la percepció que rebem a l'hora del visionat. Tant és així, que podem argumentar que si els assistents a la primera projecció cinematogràfica (24 de desembre del 1985) haguessin vist el film dels germans Lumière en format 1:1, la llegenda urbana (o no) de que varen fugir de la sala en veure que se'ls acostava un tren, no seria pas tant exagerada.

Pòster del film Elephant, de Gus Van Sant. Pel·lícula rodada en format acadèmic.

Als anys 50, la indústria, establerta a Hollywood, va abandonar els formats quadrats per passar a formats panoràmics; a formats més fílmics. S'atribueix aquesta categoria, ja que l'espectador vincula visualment el formats quadrats a televisió, i els formats panoràmics al cinema. La visió humana és panoràmica, ja que de la manera que tenim els ulls a la cara, veiem més en horitzontal que en vertical. Els formats panoràmics aconsegueixen una millor immersió visual; que no és sinònim de millor experiència audiovisual. Tanmateix, molts directors opten pels formats panoràmics amb la intenció de contextualitzar detalladament. Una posada en escena titànica i colossal en format panoràmic ajudarà a la narrativa de la pel·lícula i condicionarà totalment l'espectador, cosa que un format quadrat no aconseguiria. Destaquem, per exemple, Dersu Uzala, el caçador, d'Akira Kurosawa, on s'utilitza un format panoràmic per a remarcar la relació que el protagonista té amb la natura i la importància d'aquesta per al personatge.
Actualment, el formats més quadrats no s'usen massa, en comparació a el seu ús abans dels anys 50. Quan s'utilitza aquest format, majoritàriament és per qüestions narratives, d'estètica o de temàtica. Gust Van Sant, per exemple, usa el format acadèmic en el seu film Elephant per a crear una sensació d' aïllament i de desgana per part dels personatges.
Si ja és escassa la producció en format quadrat, és pràcticament nul·la la producció en format 1:1, semblant a una fotografia polaroid. No obstant, hi ha directors/es que opten per aquest format en un intent d'explotar en totalitat els límits narratius del llenguatge cinematogràfic. Aquest és el cas de Mommy, pel·lícula de Xavier Dolan, concebuda en una relació d'aspecte d' 1:1, que es regeix a raons principalment narratives, però també estètiques i temàtiques, que juguen a favor de la ficció. El director utilitza aquest format per a tancar els personatges en una mena de presó que crea l'enquadrament, i que accentua l'estat emocional dels protagonistes (agònic, estressat) en tot moment. La sensació que hom pot tenir en veure un film en format 1:1 s'assembla a estar visionant un film en vertical, o en una pantalla d'un smartphone o una tauleta. La gran transgressió del film apareix quan, a mitja pel·lícula, un cop l'estat emocional dels personatges ha millorat molt favorablement, el propi protagonista, amb les seves mans, canvia l'enquadrament. Aquest s'expandeix i passa a un format 16:9, a mode de metàfora de la llibertat que sent el personatge. Tot i així, la vida dels protagonistes torna a complicar-se i el pla es tanca de nou. El canvi de format dins d'un film es perfila com a nova eina de la narrativa cinematogràfica que les generacions futures de directors/es utilitzaran.
D'aquí en sorgeix una problemàtica: les plataformes en línia de multimèdia i les distribuïdores de DVD intenten reprimir els formats originals d'aquests films per a convertir-los en films de formats panoràmics, més fílmics, adaptables i amb més mercat. Com a exemples, citem Annie Hall, de Woody Allen (rodada en 4:3) i Mommy, de Xavier Dolan (1:1), que s'han queixat públicament de la "censura de formats" que fa la versió DVD i Netflix respectivament.